# Комсомольский (Моркинский район)
 Комсомольский  — посёлок в Моркинском районе Республики Марий Эл. Входит в состав Коркатовского сельского поселения.

## География
Находится в юго-восточной части республики Марий Эл на расстоянии приблизительно 23 км по прямой на запад от районного центра посёлка Морки.

## История
Образован в 1943 года на базе Суслонгерского леспромхоза, концу того года были построены 2 жилых барака. В 1952 году лесоучасток был переименован в посёлок Комсомольский. В 1958 году в посёлке находилось 265 домов. В 1959 году проживало 1221 человек, русские и мари. В 1980 году в посёлке находилось 149 хозяйств, проживали 414 человек. Во второй половине 1980-х годов лесопункт был закрыт, работало одно лесничество. В 2004 году в посёлке осталось 65 дворов.

## Население
Население составляло 168 человек (русские 28 %, мари 68 %) в 2002 году, 109 в 2010.